# コキツネノボタン
コキツネノボタン（学名: Ranunculus chinensis）は、キンポウゲ科キンポウゲ属の二年草から多年草である。

## 特徴
根茎は短く、多数の白色のひげ根を出す。茎は直立して高さ25 - 60 cmになり、円柱形で中空、開出毛が生え、上部でよく分枝する。根出葉は1 - 3個、葉身は広卵形になり、長さ幅ともに3.5 - 9 cm、1 - 2回3出複葉で、裂片は深裂して幅2 - 4 mmの卵形の鋸歯になり、先は鋭突頭、両面に伏毛が生える。葉柄は長さ8 - 15 cmになり、開出毛が密に生える。茎葉は3全裂から3深裂し、下部の茎葉に長い葉柄があり、上部にいくにしたがって短くなり、最終的に無柄になる。茎葉は上部にいくにしたがって小さくなり、上部の葉は単葉になる。
花期は5月から6月。数個が集散状花序につき、花は径0.8 - 1.0 cmの鮮黄色で、花柄は長さ1.5 - 2.5 cmあり、開出毛が生える。萼片は5個、卵形で長さ3 mm、幅1 - 2 mm、舟形で、背面に長い伏毛があり、反曲する。花弁は5個で平開し、倒卵状楕円形で、長さ4 mm、幅2 mm、蜜腺は径0.5 mmでコップ状になり、長さ0.5 mmほどになる付属体がある。雄蕊は多数あり、葯は長さ1 mmになる狭倒卵状楕円形で、花糸は糸状になる。雌蕊も多数ある。果実は倒卵状円柱形から倒卵状の集合果で、長さ9 - 13 mm、径7 - 8 mmになり、果托に開出毛が生える。痩果は卵状で、長さ3 mm、扁平で無毛で平滑、周囲に縁取りがあり、嘴は長さ0.5 mmあり、太く斜上する。染色体数は2n = 16。
茎葉は同属のオトコゼリ R. tachiroei に、集合果は同属のタガラシ R. sceleratus に似るが、オトコゼリの集合果はほぼ球形、痩果の嘴は長さ1.5 mmと長く、タガラシの葉の裂片の先はとがらない。

## 分類
The Plant Listでは、本種 R. chinensis は、ケキツネノボタン R. cantoniensis のシノニムとされている。

## 分布と生育環境
日本では、北海道（西南部）、本州、四国、九州に分布し、河原や沼畔の草地、日当たりのよい湿地などに生育する。平野部の湿地に集中して分布し、攪乱地を好む。世界では、朝鮮半島、中国大陸、シベリア、モンゴル、タイ、インドなどアジア東部、南部に広く分布する。

## 名前の由来
和名コキツネノボタンは、「小狐の牡丹」の意。同属のキツネノボタン R. silerifolius（広義）に比べて、葉の裂片が細く、各部がやや細く小型であることからいう。牧野富太郎 (1890) による命名である。
種小名（種形容語）chinensis は「中国」の意味。

## 保全状況評価
絶滅危惧II類 (VU)（環境省レッドリスト）
（2019年、環境省）

## ギャラリー

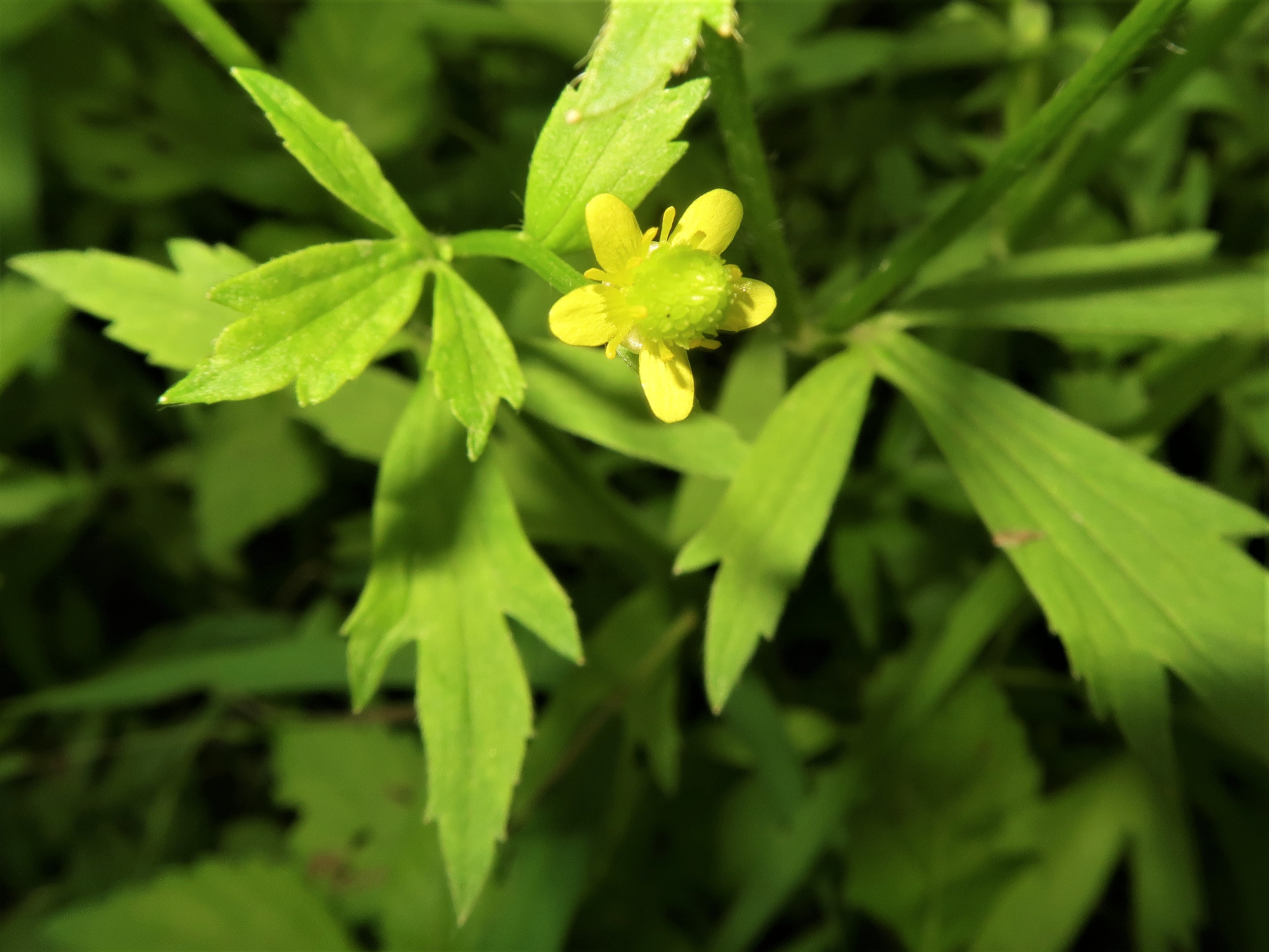
花弁は鮮黄色。
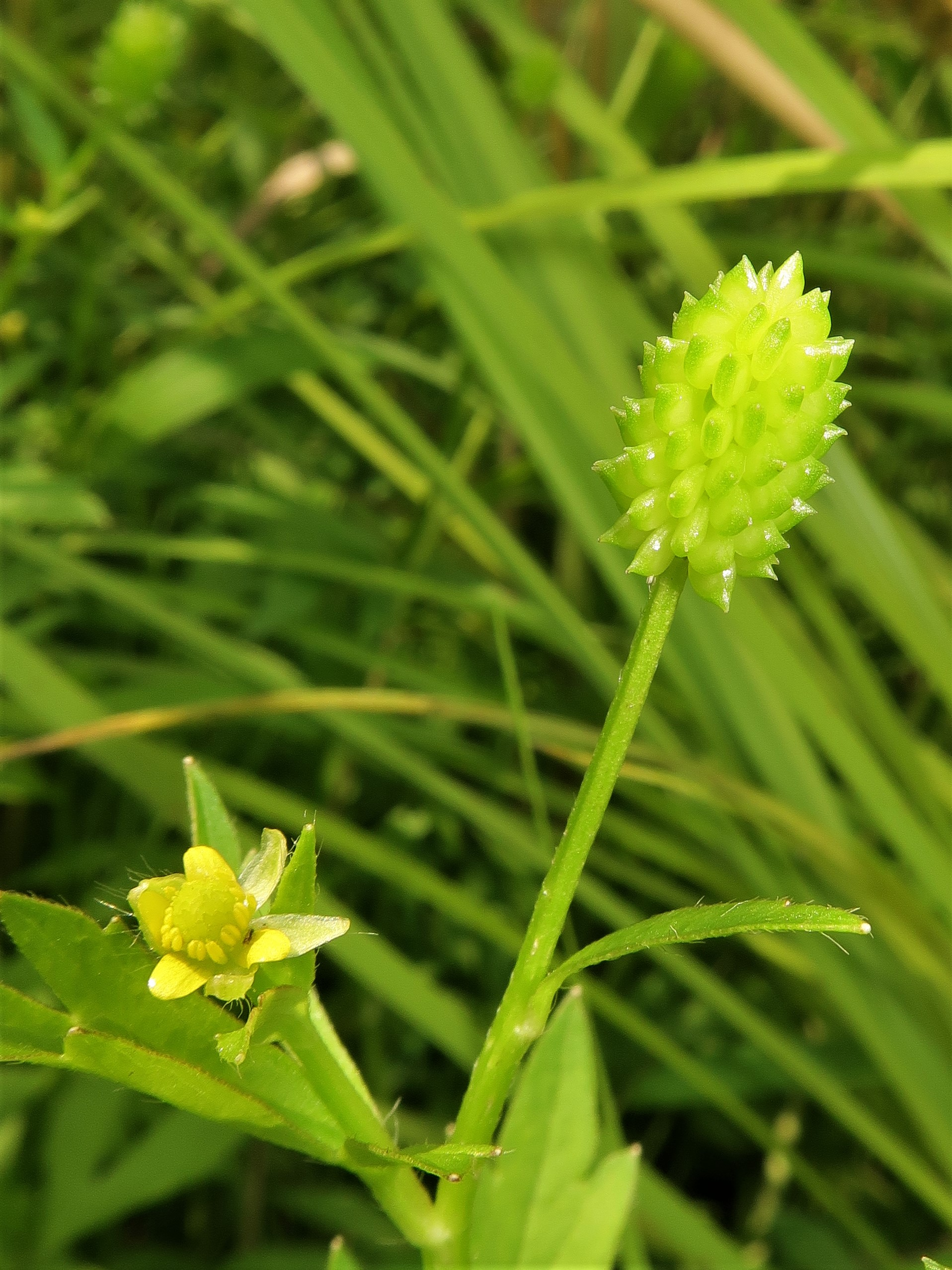
集合果は倒卵状円柱形から倒卵状になる。
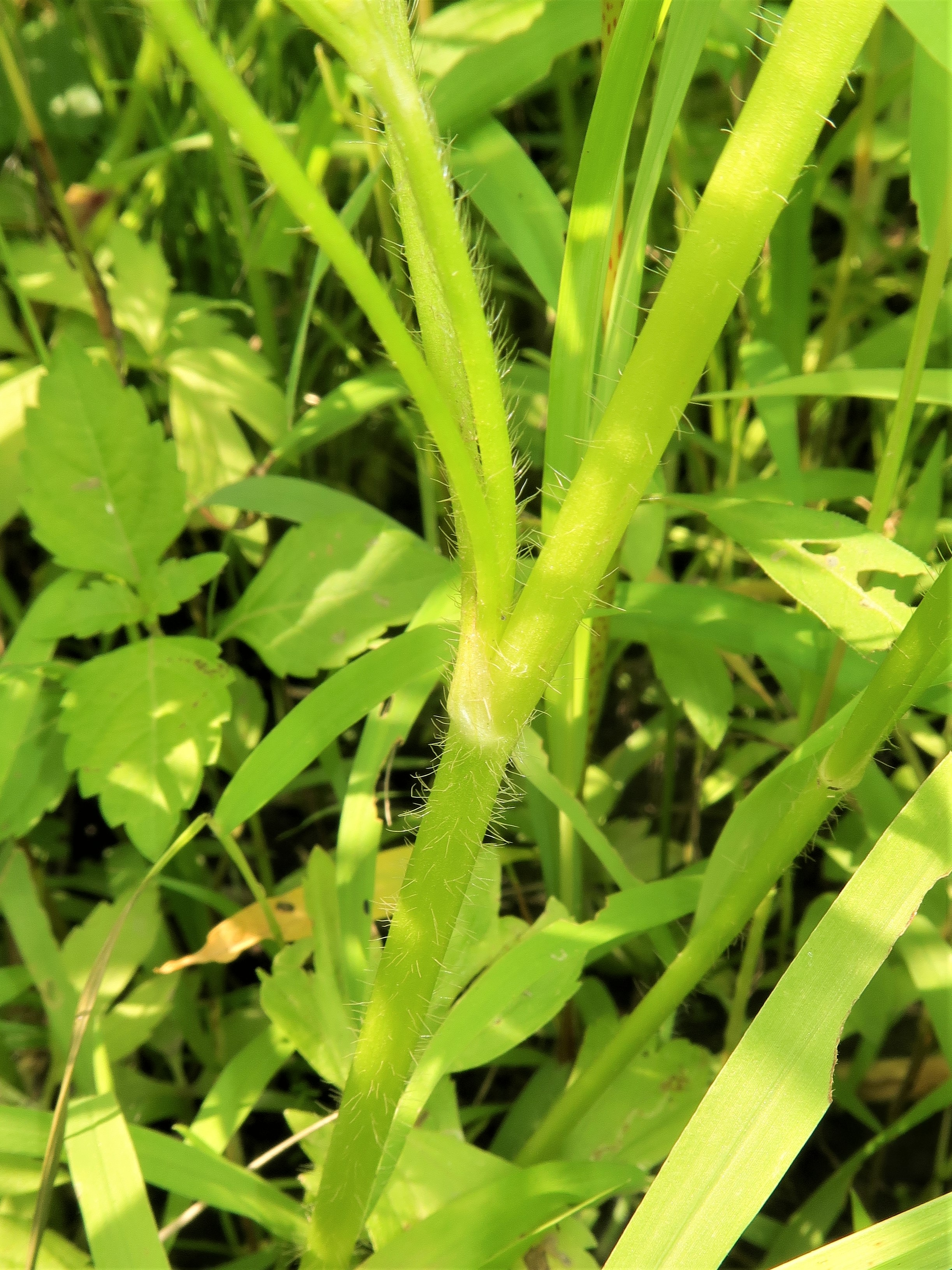
茎と茎葉の葉柄に開出毛が生える。
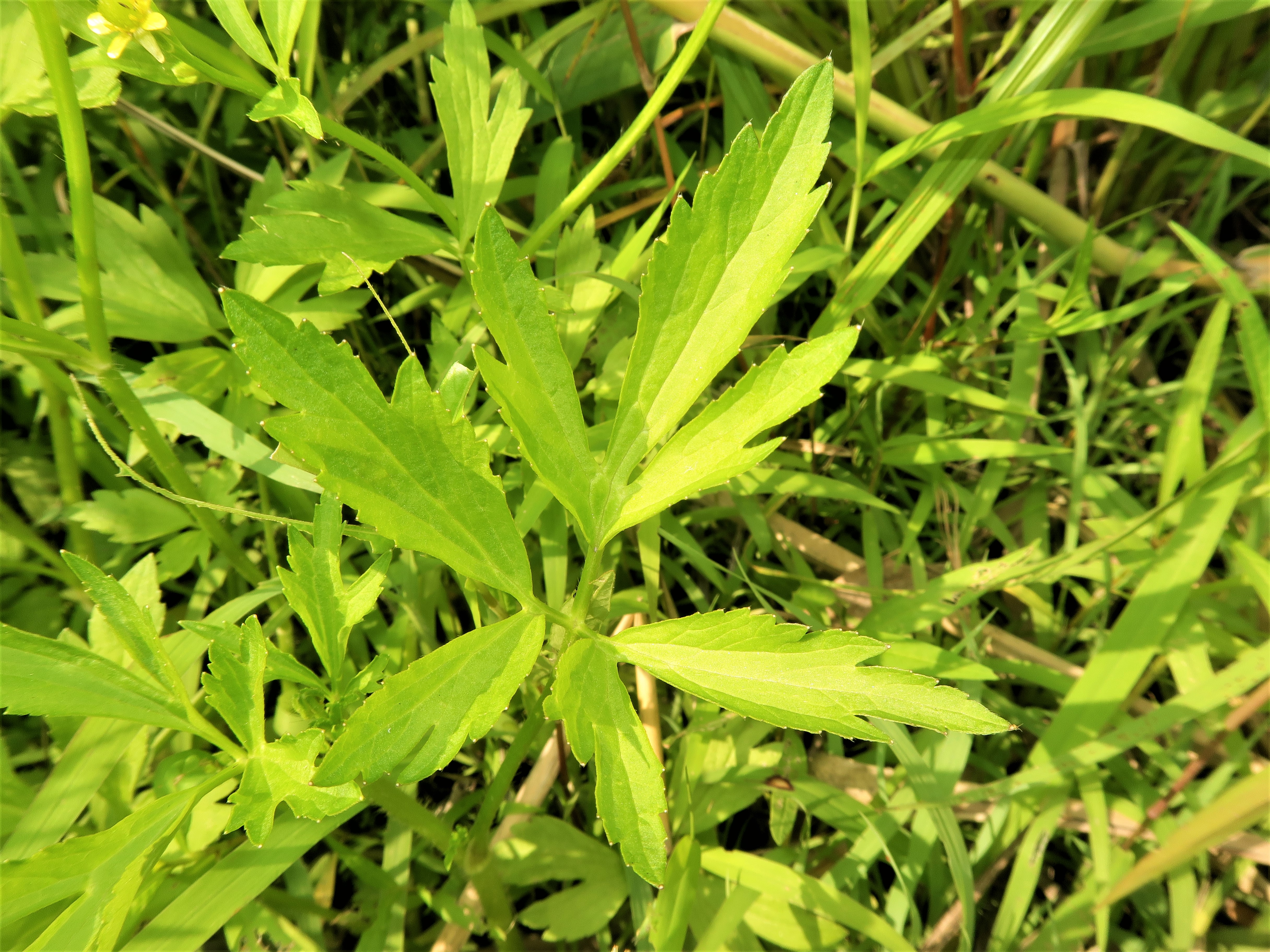
中部の茎葉。3全裂し、先端はとがる。